# Tigrè (popolo)
I tigrè (ma anche tigré o tigre) sono un gruppo etnico residente fra Eritrea (dove costituisce circa il 30% della popolazione) ed il Sudan, con comunità emigrate in Italia, Regno Unito, Germania e negli altri paesi europei, in Etiopia, nel Medio Oriente, in Australia e negli Stati Uniti.
In prevalenza musulmani sunniti, con una significativa percentuale di cristiani, abitano prevalentemente l'area centro-settentrionale dell'Eritrea. Molti sono stati costretti a spostarsi in Sudan dalle repressioni operate dal regime etiope, durante la Guerra di indipendenza eritrea.
Strettamente legati ai Sudanesi di etnia Begi, parlano la lingua tigrè (conosciuta come Xasa in Sudan).
La più celebre personalità di etnia tigré è stato Hamid Idris Awate.